# Gián điệp siêu sao
Gián điệp siêu sao (tiếng Trung: 卧底巨星, tiếng Anh: Keep Calm and Be a Superstar, Hán-Việt: Ngọa để cự tinh) là một bộ phim điện ảnh thuộc thể loại hài hành động của Hồng Kông - Trung Quốc công chiếu năm 2018 do Cốc Đức Chiêu viết kịch bản và đạo diễn, với sự tham gia của các diễn viên chính gồm Trần Dịch Tấn, Lý Vinh Hạo, Lý Nhất Đồng, Trần Quốc Khôn và Thôi Chí Giai.
Bộ phim chính thức công chiếu tại Trung Quốc từ ngày 12 tháng 1 năm 2018 và tại Hồng Kông từ ngày 18 tháng 1 năm 2018. Bộ phim nhìn chung nhận về những lời đánh giá tiêu cực từ các nhà phê bình phim lẫn khán giả và cũng là một thất bại về mặt doanh thu.

## Nội dung
Câu chuyện xoay quanh Thiết Trụ, một anh chàng người Trung Quốc vốn là một fan hâm mộ lớn của điện ảnh Hồng Kông, luôn mơ ước trở thành một cảnh sát như trong các bộ phim điện ảnh Hồng Kông mà anh vẫn thường coi, tuy nhiên anh đã không gặp may khi thất bại trong cuộc thi thể lực của viện cảnh sát Trung Quốc do bị mắc bệnh hen suyễn. Mặc dù vậy, Thiết Trụ vẫn muốn hướng tới sự nghiệp điều tra của mình, thay vì làm cảnh sát thì giờ đây anh làm việc như một thám tử tư.
Một ngày nọ, khi Thiết Trụ làm việc ở Hồng Kông, anh đã bị bắt bởi Cảnh sát Hồng Kông và bị buộc phải trở thành một gián điệp, với nhiệm vụ điều tra ngôi sao điện ảnh hành động quốc tế Nguyên Báo, người đang bị nghi ngờ có thực hiện những phi vụ buôn bán ma túy trong những hành trình đi quay phim. Theo một lời khuyên, Báo đã phối hợp hết sức ăn ý với một tay ông trùm người Thái nổi tiếng, và họ bị nghi ngờ sử dụng việc thực hiện những bô phim để buôn người. Thiết Trụ đã quyết tâm xóa tên thần tượng của mình, anh đã chấp nhận nhiệm vụ và bắt đầu điều tra bằng cách tham gia vào nhóm làm phim. 
Khi Thiết Trụ gần gũi hơn với thần tượng của mình, anh nhận ra rằng sự khốc liệt và tài năng của Nguyên Báo tất cả chỉ là diễn viên đóng thế, những kỹ xảo, những công nghệ được thực hiện bởi đoàn làm phim, trong khi Nguyên Báo thực chất chỉ là một diễn viên vô danh và nhiều điều bí mật đen tối khác đang chờ anh khám phá. Vậy liệu Thiết Trụ và Nguyên Báo có giải quyết được mọi chuyện hay không?

## Diễn viên
- Trần Dịch Tấn trong vai Nguyên Báo
- Lý Vinh Hạo trong vai Thiết Trụ
- Lý Nhất Đồng trong vai Đông Đông
- Trần Quốc Khôn trong vai Thái Ca
- Thôi Chí Giai trong vai A Luân
- Lưu Hạo Long trong vai Hà Lạc
- Hứa Thiệu Hồng trong vai Vương Khởi Phát
- Trịnh Ký Phong trong vai Bát Diện Phật

## Sản xuất
Quá trình sản xuất cho bộ phim diễn ra ở Trung Quốc và Hồng Kông. Phim bấm máy từ tháng 6 năm 2017 và đóng máy vào tháng 10 cùng năm.

## Phát hành
Bộ phim có buổi công chiếu tại các cụm rạp ở Trung Quốc từ ngày 12 tháng 1 năm 2018 và ở Hồng Kông từ ngày 18 tháng 1 cùng năm.

## Tiếp nhận

### Đánh giá chuyên môn
Khảo sát khán giả trên trang Douban cho biết bộ phim chỉ giành điểm trung bình là 3,6/10 và chủ yếu nhận về những bình luận tiêu cực từ giới chuyên môn lẫn khán giả.

### Doanh thu
Sau buổi công chiếu tại Trung Quốc, bộ phim chỉ thu về hơn 6,1 triệu USD.